# Diferença (heráldica)
Em heráldica, uma diferença é toda modificação introduzida no brasão de uma família para distinguir as armas que dela procedem. O chefe de uma família nobre tem direito de levar as armas simples, puras e planas de seus antecessores. Contudo, todos os restantes membros da família devem modificá-las, alterando sua simplicidade para levá-las sem injúria ao chefe. A prática é denominada "diferenciar" os brasões". E é de se notar que o herdeiro que já leva os brasões diferenciados deve continuar com esta diferença enquanto seus irmãos têm que adicionar outras e assim vão se multiplicando as diferenças incontáveis.
Nas heráldicas de tradição francesa e espanhola, as diferenças são designadas "brisuras" (em francês, brisure ou briser, que significa romper ou quebrantar) e na heráldica de tradição britânica são chamadas "marcas de cadência" (em inglês, cadency mark).
As modificações efetuadas a um brasão de família para assinalar que o seu detentor é filho ilegítimo ou descendente de um filho ilegítimo, ou mostrar difamação, são designadas "quebras". No caso de armas de descendentes ilegítimos, são ilustradas por um chamado "ferrete de bastardia", ou "filete em contrabanda", negro sobre as armas.

## Diferenças daCasa Real Portuguesa
|                             |                                        |                             |                                        |                                       |                                        |
| Armas do Monarca português. | Armas do Príncipe da Coroa Portuguesa. | Armas do Príncipe da Beira. | Armas do Primeiro Infante de Portugal. | Armas do Segundo Infante de Portugal. | Armas do Terceiro Infante de Portugal. |